# Cyanoderma melanothorax
A Cyanoderma melanothorax a madarak osztályának verébalakúak (Passeriformes) rendjébe és a timáliafélék (Timaliidae) családjába tartozó faj.

## Rendszerezése
A fajt Coenraad Jacob Temminck holland arisztokrata és zoológus írta le 1823-ban, a Myiothera nembe Myiothera melanothorax néven. Besorolása vitatott, egyes szervezetek a Stachyris nembe sorolják Stachyris melanothorax néven.

## Alfajai
- Cyanoderma melanothorax baliensis (Hartert, 1915)
- Cyanoderma melanothorax intermedia (Robinson, 1918)
- Cyanoderma melanothorax melanothorax (Temminck, 1823)

## Előfordulása
Délkelet-Ázsiában, az Indonéziához, tartozó Bali és Jáva szigetén honos. Természetes élőhelyei a szubtrópusi vagy trópusi síkvidéki és hegyi esőerdők, valamint cserjések. Állandó, nem vonuló faj.

## Megjelenése
Testhossza 13 centiméter.

## Természetvédelmi helyzete
Az elterjedési területe nagy, egyedszáma ugyan csökken, de még nem éri el a kritikus szintet. A Természetvédelmi Világszövetség Vörös listáján nem fenyegetett fajként szerepel.